# Za hrnčířkou
Za hrnčířkou este o arie protejată (arie specială de conservare — SAC, sit de importanță comunitară — SCI) din Republica Cehă întinsă pe o suprafață de 3,11 ha, integral pe uscat.

## Localizare
Centrul sitului Za hrnčířkou este situat la coordonatele 49°29′16″N 16°59′23″E / 49.487778°N 16.989722°E.

## Înființare
Situl Za hrnčířkou a fost declarat sit de importanță comunitară în aprilie 2005 pentru a proteja 1 specie de plante. Situl a fost protejat și ca arie specială de conservare în iunie 2015.

## Biodiversitate
Situată în ecoregiunea continentală, aria protejată conține 1 habitat natural: Pajiști uscate seminaturale și facies de acoperire cu tufișuri pe substraturi calcaroase (Festuco-Brometalia) (* situri importante pentru orhidee).
La baza desemnării sitului se află o specie protejată de  plante: sisinei (Pulsatilla grandis).